# 宣告黎明的露之歌
《宣告黎明的露之歌》，是由湯浅政明监督的一部长篇动画电影。2017年5月19日在日本上映。故事講述居住在漁港村落「日無町」的少年足元海與人魚少女露相遇，發展出一段跨種族的友誼，但由於個人私心與當地居民的行動，導致露身陷危機之中，「日無町」也因為露的出現，延伸連串的突發事件。
宣傳語。

## 概要
本作是由参加了《蜡笔小新剧场版》的制作，在那之后参加了『心灵游戏』以及『四畳半神話大系』、『ピンポン THE ANIMATION』的制作、多次受到奖项的湯浅政明所监督导演的一部长篇动画电影。
角色设计的草稿是由漫画家ねむようこ所制作的。人物设计/绘图总监是由伊東伸高所完成的。此外，脚本由汤浅和吉田玲子一起完成、音乐是由为『思い出のマーニー』创作音乐的村松崇継完成。
本作是由汤浅政明抱着「嘴上说着喜欢你，就能把自己喜欢的东西分享出来吗?」这种现代问题作为灵感来源、主人公的少年的心路历程作为影片主线。
本作得公开情报如下。
- 2017年
  - 1月19日 - 影片决定开始制作、官方公式网站开通。人鱼的女孩露(声优:谷花音)、逐渐打开心扉的少年凯(声优:下田翔大)[7]。
  - 2月14日 - 艺术总监大野広司（日语：大野広司）发布了主题海报[8]。
  - 3月9日 - 公開訊息影片發布[9]。
  - 4月7日 - 预告片发布[10]。

## 故事简介
日无是有美人鱼传说的一个渔港。来自东京的初中生海，在父母離異後，跟隨父亲來到日无，与父亲，祖父，三人住在一起。 
海因為父母離異而鬱鬱寡歡，連學校交給他的未來志向調查表，也選擇回繳了空白卷。暑假期間，海因為常利用電腦編寫曲子自娛，引起同學遊步和國夫注意，遊步邀請海加入「賽壬」樂團，海原本百般不願，仍被拖著加進樂團裡。當樂團在人魚島進行演練的期間，海聽見了歌聲，誤認是國夫唱歌而出言糾正後者，讓國夫忿忿不平，但隨後發現這個歌聲並非源自國夫。三者準備返家時遇見盜獵的兩名青年，對峙過程中海的智慧手機不慎被青年扔進海裡，海、遊步、國夫發現海水忽然上漲，造成兩名青年的船隻翻覆，趁機逃回家裡。海在家裡無意間發現父親很久以前錄製的音樂磁帶，出於好奇開始播放樂曲，此時一名人魚少女出現在大量的海水中，告知自己的名字是「露」，將海遺落的手機交還給他。海注意到自己播放的音樂竟能引起露的共鳴，露只要一聽到音樂就會生出兩隻腳並開心地手舞足蹈。
以此事為契機，海與露成為了朋友，他還順勢將露介紹給遊步和國夫，三者決定向眾人保密，不讓露曝露在眾人的視野中。晚間海與露在鎮上四處遊覽，在公園向露吐露父母離婚、不喜歡村裡的所有居民的心聲，當他們經過一間收留流浪狗和被遺棄狗的設施時，露忽然召喚海水並分別咬了那群狗，將牠們變成下半身長有鰭的角鯊，露則在黎明時分帶著角鯊們出海。翌日，海造訪國夫的父母任職的神社，得知人魚接觸陽光會導致身體著火的弱點。
當海不慎向居民們透露了人魚的秘密後，露對音樂的熱愛和力量讓所有居民跟著起舞，海出於私心錄製兼發佈露的視頻，讓露頓時走紅，成為村裡的名人，大批好奇的遊客紛紛造訪村裡。這讓遊步的祖父受其啟發，選定附近的一個島上，重新開設了一個古老的人魚主題遊樂園，有意藉此發筆觀光財。另一方面，海不但對樂團活動興趣缺缺，開始無視露的存在，反而是露答應國夫的邀請參與演出。「賽壬」樂團獲邀擔綱祭奠海難罹難者的「燈籠祭」的開場表演，但是樂團因為露的出現搶盡風頭，遊步不慎在台上與舞者相撞跌倒，由於遊步的祖父事先邀約專業樂團支援演出，讓現場音樂得以持續，這起突發事件遊步和國夫變得心煩意亂，當他們離開表演會場時，還聽見了悄悄前入會場的海的惡言，讓遊步心生不悅獨自離去。露注意到台上表演的人不是海，還因為現場的舞檯燈光和大量閃光飽受驚嚇，召喚海水逃離現場。海則在從島上返回的船上，將他的智慧手機扔進海裡。
因為露的出現伴隨而來的各種奇異現象，引發反對人魚留在村落的居民們的不滿，陸續展開抗爭，遊步的父親甚至捉住了準備交還海遺落的智慧手機的露，將她困在漁業公司的室內游泳池中。當露即將被陽光照射身體之際，露的父親趕來營救女兒，引發洪水襲擊整座村落，海與遊步見狀，連忙幫助露父女倆逃脫，這讓露的父親立刻召集其他人魚們幫助村民逃離上漲的水域。然而在進行救援行動的期間，人魚們破壞了遮擋陽光的天然懸崖，在黎明破曉時暴露了自己的身軀。黎明來臨之際，凱帶著吉他從直升機上降落到人魚島，為人魚們唱了一首歌，讓人魚們恢復體力驅散海水，村民們亦主動團結合作，蒐集並為人魚們撐傘，讓牠們免於遭陽光照射。
經過此事，海為自己的作為正式向露致歉，希望露陪伴在他的身邊，人魚們興高采烈的拿著村民準備的傘隻跳舞，但很快就消失了。由於失去了能夠遮掩陽光的的懸崖，這意味著人魚們無法再居留該片海域。暑假將落幕之際，海向父親表達想離開村落讀高中的志向，立定未來將會返回村落，接著出海環遊世界的夢想。遊步則在上學途中告知海與國夫，自己準備前往東京的高中求學。

## 登場人物

### 海及其同学
足元 海
声 - 下田翔大（日本）；鈕凱暘（台灣）
本作的男主角，國中三年级学生，来自东京。因為父母離異而鬱鬱寡歡，常利用電腦編寫曲子自娛，引起同學遊步和國夫注意，遊步邀請海加入「賽壬」樂團，在遊步與國夫極力邀約下，成為“Sirene樂團”的DJ。偶然在偕同樂團演練期間，邂逅來自大海的人魚少女露，與之成為朋友，但因為露想和人們交好，於是曝光在公眾的面前，延伸連串的風波。最終立定離開村落就讀高中的志向。
海老名 遊步
声 - 寿美菜子（日本）；張乃文（台灣）
海的同班同学，“Sirene樂團”的貝斯手，樂團裡的唯一女性成員。镇上渔业产业“海老名水產”的社長千金。個性自我中心，雖然經常依賴別人，實則欠缺自信，亦因為她與祖父、父親幾度出於私心的行動，更因綁架事件造成麻煩，讓露陷入困境之中。後來與海合作解救露父女倆，故事尾聲時決定前往東京的高中求學。
国夫
声 - 斉藤壮馬（日本）；孟慶府（台灣）
海的同班同学，“Sirene樂團”的吉他手。性格開朗，總是充滿朝氣，但因為家中經營日無神社，擔心父親反對，所以一直隱瞞自己組成樂團的事。

### 周圍的人們
足元照夫
声 - 鈴村健一（日本）；陳彥鈞（台灣）
海的父親，戴著眼鏡。“海老名水產”的員工，平時在漁會裡工作，年輕時也曾玩過樂團。與妻子離婚後，偕同海的祖父照顧海。
海的祖父
声 - 柄本明、平林麗大（幼少時）（日本）；吳文民（台灣）
製傘業者，總是警告海不要靠近海灣，反對鎮上開發人魚觀光的村民之一。幼時曾親眼目睹母親（即海的曾祖母）被人魚咬傷，而害怕人魚。
会長
声 - 菅生隆之（日本）；陳彥鈞（台灣）
遊步的祖父，町內會會長。為了活化日無町的經濟，在看到露的舞姿後，想利用露的名氣重新打造鎮上荒廢已久的觀光產業，卻屢遭兒子的極力反對。
社長
声 - チョー（日本）；吳文民（台灣）
遊歩的父親，“海老名水產”的現任社長。戴著眼鏡個子矮小微胖的男性，長的很醜，非常厭惡人魚。遊步假裝失蹤時，為了逼問出女兒的下落不惜使用強硬手段傷害露。
宮司
声 - 佐々木睦（日本）；于正昌（台灣）
日無神社的宮司，国夫的父親。向海及兒子調侃歷代以來遺傳的光頭是來自“御蔭神”的詛咒。
河豚田
声 - 川島得愛（日本）；陳彥鈞（台灣）
日無町的養殖業者，以校友身份到日無國中擔任講師。照夫前妻的青梅竹馬，鼻子是紅色的。
伊佐木
声 - 伊藤静（日本）；劉如蘋（台灣）
日無出身的年輕女性。海等人的學姐，擔任鎮上的廣播員。
日無國中教師
声 - 堀井真吾（日本）；吳文民（台灣）
海等人的班級導師、戴著眼鏡的中年男性，飼養著名為帕比的貴賓狗。
江曽島
声 - 大悟（千鳥）（日本）；于正昌（台灣）
日無町的年輕男性。
髭反大
声 - ノブ（千鳥）（日本）；吳文民（台灣）
日無町的年輕漁師。
多幸婆婆
声 - 青山穣（日本）；劉如蘋（台灣）
居住在日無町的年老女性，反對鎮上開發人魚觀光的村民之一。年輕時戀人落海失蹤，誤以為愛人被人魚吃掉因而憎恨人魚，最後跟隨愛人的腳步變成人魚和愛人一起生活。
密漁青年
声 - 松浦義之・あべそういち（日本）

### 人魚
本作登場的異種族，擁有半人半海洋生物的面貌，能將活體生物轉化成海洋生物或人魚。弱點是被包含陽光在內的強烈光線照射會被灼傷，甚至會消失。
露
声 - 谷花音（日本）；薛晴（台灣）
人魚方的主角。外觀接近幼女，有著果凍般的綠色頭髮，聽得懂人類的語言，並能說簡單的詞彙。露熱愛唱歌跳舞，且擁有一副好歌喉，只要一開口人們便會不由自主的隨其歌聲起舞。害怕陽光及閃光燈，能自由指揮海水，其尖銳的牙齒輕輕一咬便能賦予任何垂死的生物新的生命。
露的父親
声 - 篠原信一（日本）
外型像隻黑色大鯊魚，體型巨大，身上寄宿著數種海洋生物/人魚(？)。人魚樂園開幕典禮前夕突然上岸，幫助村民解決漁獲的困擾，聽到露的呼救聲時，更冒著被陽光燒傷的危險保護女兒。不會說人話，開心時會咧開大嘴呵呵笑。推測其應為人魚島上流傳的雙尾人魚。
わん魚（ワン魚）
声 - 新谷真弓（日本）；吳文民（台灣）
多幸婆婆的原恋人

## 工作人員
- 導演 - 湯淺政明
- 編劇 - 吉田玲子、湯浅政明
- 音樂 - 村松崇継（日语：村松崇継）
- 角色設計原案 - ねむようこ（日语：ねむようこ）
- 角色設計・作画監督 - 伊東伸高（日语：伊東伸高）
- 美術監督 - 大野廣司（日语：大野広司）
- Flash動畫 - アベル・ゴンゴラ、ホアンマヌエル・ラグナ
- 撮影監督 - バテイスト・ペロン
- 音響監督 - 木村繪理子
- 劇中曲・編曲 - 櫻井真一
- 動畫制作 - Science SARU
- 製作人 - 山本幸治（日语：山本幸治 (プロデューサー)）
- 制作 - 露製作委員会（富士電視台、東寶、Science SARU、BS富士）
- 發行 - 東宝映像事業部

## 主题曲

### 片尾曲
「歌うたいのバラッド」
作詞・作曲・編曲・歌 - 斉藤和義（SPEEDSTAR RECORDS）

### 插入曲
「かわいい唇」
作詞 - 湯浅政明 / 作曲・編曲 - 桜井真一
「Dance Girl 踊り子」
作詞 - 湯浅政明 / 作曲・編曲 - 桜井真一
「fight」
作詞・作曲 - YUI

## 衍生作品

### 小說
- 湯浅政明原作、三萩せんや著。

| 冊數 | KADOKAWA      | KADOKAWA               |
| 冊數 | 發售日期      | ISBN                   |
| ---- | ------------- | ---------------------- |
| 全   | 2017年5月10日 | ISBN 978-4-04-069228-9 |

### 電視錄影
- 2017年10月18日發布於BD、DVD[19]。

## 海外放映
2018年1月2日美國的電影代理公司GKIDS獲得湯浅政明導演的3部動畫電影的授權。2017年8月製作法語配音版並上映，2018年1月於北美洲代理製作美國英語配音版。

### 電影節
- 2017年6月18日‐20日 上海国际电影节 全景部門上映
- 2017年7月13‐8月2日 加拿大奇幻電影節（英语：Fantasia International Film Festival） 長篇動畫部門 出展
- 2018年1月20日 圣丹斯电影节 英格蘭上映。[21]　[22]
- 2018年2月23日 紐約國際兒童電影節（英语：New York International Children's Film Festival） 開場上映[23]
- 2019年2月2日 海參崴第52回日本電影節上出展[24]。
- 2019年2月26日 汶萊日本電影節[25]出展。

### 一般上映
- 2017年8月30日 法国上映[26]（配音版）
- 2017年9月29日 台灣上映[26]（配音版）
- 2017年12月6日 英国､爱尔兰 上映[26]
- 2018年1月31日 韓國上映[27]
- 2018年3月22日 香港上映[28]
- 2018年5月11日 美国､加拿大上映[29]
- 2018年6月1日 西班牙上映[30]（配音版）
- 2019年1月31日 澳洲上映[31]

## 評價
2022年5月，《漫畫書資源網》列出「令人驚嘆但少有人談論的優秀日本動畫電影」排行榜，《宣告黎明的露之歌》排名第7名。2023年3月，本片在爛蕃茄發表「根據爛番茄評論家評比，100部不限時間的最佳日本動畫電影」排行榜名列第33名。

## 得獎
- 2017年安錫國際動畫影展 - 最佳動畫長片（水晶獎）[34][35][36]。
- 第72回每日電影獎大藤信郎賞（日语：大藤信郎賞）[37]。
- 第21屆[日本新媒體動漫藝術節動畫部門]]大獎[38]。